# Куриленко Сергій Андрійович
Сергі́й Андрі́йович Куриле́нко (нар. 23 травня 2000, Добре, Миколаївська область, Україна — пом. 15 червня 2023, поблизу м. Кремінна, Луганська область, Україна) — сержант Збройних сил України, учасник російсько-української війни. Кавалер ордена «За мужність» II та III ступенів.

## Життєпис
Народився 23 травня 2000 року в селі Добре Миколаївської області. Закінчивши Добренську ЗОШ вступив до Миколаївського політехнічного інституту. Після закінчення працював у Миколаєві.
Під час повномасштабної війни був призваний на військову службу за контрактом Заводським РТЦК та СП Миколаївська області. Сержант, командир гранатометного відділення десантно-штурмової роти 95 ОДШБр.
Загинув 15 червня 2023 року поблизу Кремінної, що на Луганщині внаслідок ворожого артилерійського обстрілу. Похований на Добренському кладовищі в рідному селі.

## Нагороди
- орден «За мужність» III ступеня (13 січня 2023) — за особисту мужність і самовідданість, виявлені у захисті державного суверенітету та територіальної цілісності України, вірність військовій присязі[3];
- орден «За мужність» II ступеня (10 листопада 2023, посмертно) — за особисту мужність, виявлену у захисті державного суверенітету та територіальної цілісності України, самовіддане виконання військового обов’язку[4].